# Маречек, подайте мне ручку!
«Маречек, подайте мне ручку!» (чеш. Marečku, podejte mi pero!) — чехословацкий комедийный фильм, снятый режиссёром Ольдржихом Липским в 1976 году.
Фильм входит в Золотой фонд чешского кино.

## Сюжет
Иржи Кроупа вел спокойную жизнь и в течение многих лет трудился бригадиром на заводе сельхозмашин, пока руководство не решило модернизировать предприятие. Новая техника требует более высокой квалификации. Главный герой хочет занять должность оператора новой линии в специально для неё строящемся цеху. Однако, у него есть серьезный конкурент — пан Гуер, которого не любят в коллективе, пытающийся тоже добиться её всеми правдами и неправдами. Поскольку у них обоих нет среднего образования, что является непременным условием, вопрос «зависает в воздухе».
Приходится пану Кроупе и его коллегам вновь сесть за школьную парту, чтобы получить аттестат об окончании вечерней средней школы. Наука дается Иржи с трудом, тем более, что рядом учатся молодые люди, в том числе и его сын…

## В ролях
- Иржи Совак — Иржи Kpoупа
- Иржи Шмицер — сын Иржи Kpoупы
- Мила Мысликова — жена Иржи Kpoупы
- Петр Нарожны — Тыфа
- Ива Янжурова — Тыфoвa
- Ладислав Смоляк — Тучек
- Зденек Сверак — Шлайс
- Вацлав Логниский — Гуер
- Йозеф Кемр — Плга (в дубляже - Мгла)
- Франтишек Коваржик — профессор Грболек
- Йозеф Абргам — учитель Янда
- Франтишек Филиповский — учитель химии
- Ян Скопечек — секретарь
- Вацлав Трегль — отец Плги

## Роли дублировали
- Александр Белявский
- Андрей Тарасов
- Валентин Грачев
- Владислав Баландин
- Клавдия Козлёнкова